# Gudrun Masloch

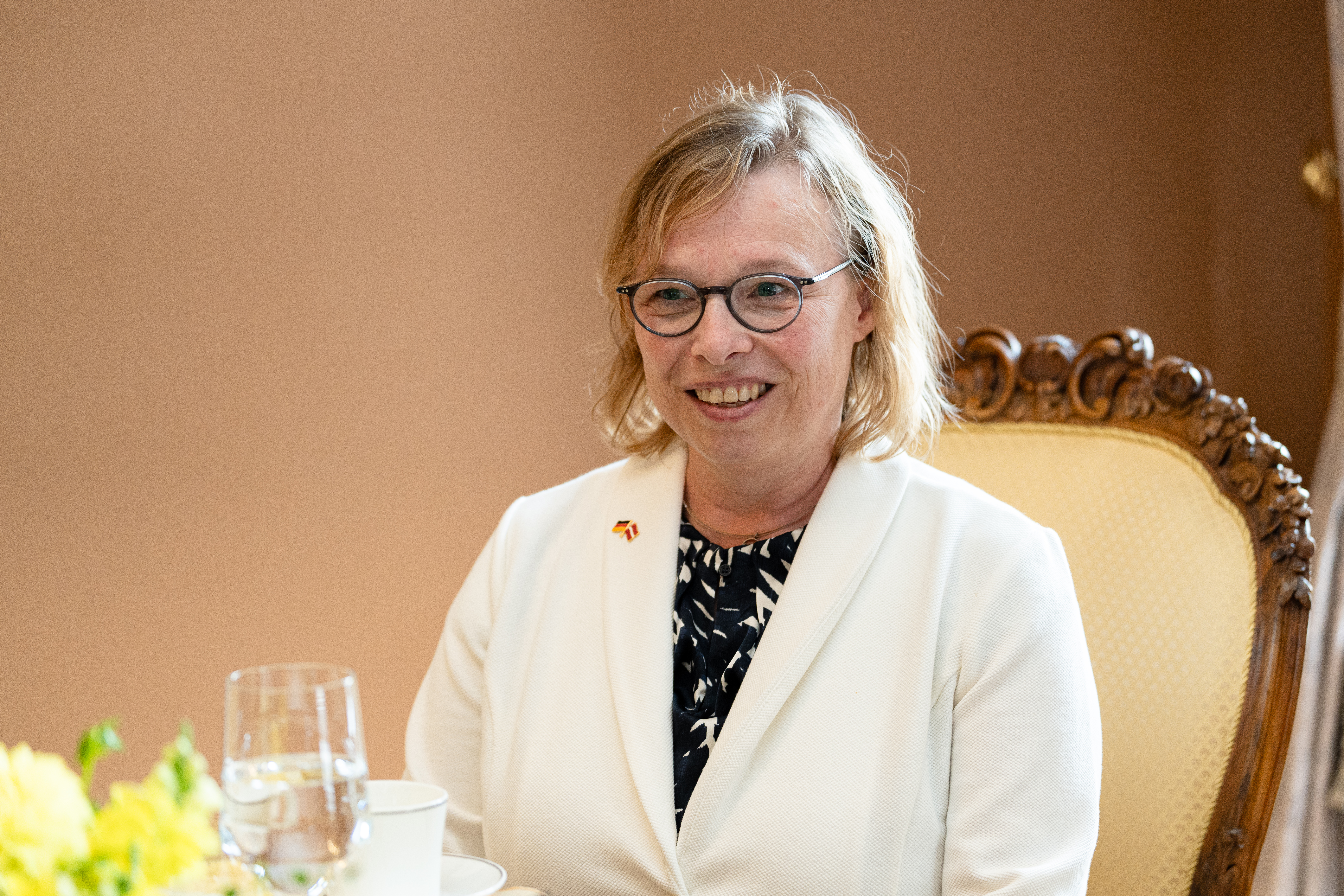
Gudrun Masloch, 2024

Gudrun Masloch (* 1969) ist eine deutsche Diplomatin. Sie ist seit 2024 Botschafterin in Lettland und leitet als solche die Botschaft Riga.

## Laufbahn
Masloch hat einen Master of Business Administration an der Fordham University in New York City, Vereinigte Staaten, gemacht und ist zudem Diplomverwaltungswirtin (FH).
Sie hatte Auslandsverwendungen in der Ständigen Vertretung bei den Vereinten Nationen in Genf, Schweiz, in der Botschaft Riga in Lettland, an der Ständigen Vertretung bei den Vereinten Nationalen in New York, und der Botschaft Skopje in Nordmazedonien sowie in der Botschaft Asuncion in Paraguay.
In der Zentrale des Auswärtigen Amts in Berlin war sie stellvertretende Leiterin des Referats „Grundsatzfragen Subsahara-Afrika, südliches Afrika, Große Seen“ und arbeitete als Referentin im Referat für die „Beziehungen zum Mittleren Osten und Arabische Halbinsel“, im Sonderstab Afghanistan sowie in der EU-Koordinierungsgruppe.
Von 2020 bis 2024 leitete Masloch das Referat für West- und Zentralafrika im Auswärtigen Amt in Berlin. Mitte 2024 wurde sie deutsche Botschafterin in Lettland.